# Leonardo di Bona
Giovanni Leonardo di Bona hoặc Leonardo di Bona, được gọi là Il Puttino (tiếng Ý: đứa trẻ nhỏ) (1542–1597), là một bậc thầy cờ vua người Ý thời kỳ đầu.
Giovanni Leonardo sinh ra ở Cutro, Calabria. Ông học luật ở Rome. Năm 1560, ông thua Ruy López 2 lần ở Rome. Năm 1566–1572, ông đi du lịch và chơi cờ ở Rome, Genoa, Marseille, Barcelona. Ông ấy đã nhiều lần đối đầu với Paolo Boi ở Ý, và họ được đánh giá là ngang nhau về sức mạnh.
Giovanni Leonardo di Bona đã giành chiến thắng trong giải đấu quốc tế đầu tiên được biết đến trong lịch sử cờ vua ở Madrid vào năm 1575, do đó trở thành kỳ thủ cờ vua mạnh nhất thời bấy giờ. Sau thành công của họ tại cung điện hoàng gia Tây Ban Nha, Leonardo và Paolo Boi, cả hai đều đi công du, mặc dù riêng lẻ, đến Lisbon, nơi họ thử tài cờ vua của mình trước Il Moro, nhà vô địch cờ vua lỗi lạc của Vua Don Sebastian, của Bồ Đào Nha. Một lần nữa, cả hai đều chiến thắng — đầu tiên là Leonardo, ngay sau đó là Paolo Boi — đánh bại Il Moro.
Sau khi đánh bại với Ruy Lopez ở Tây Ban Nha, Ông đã đề nghị thị trấn Cutro của mình được miễn thuế và gọi Cutro là "Thành phố cờ vua", nơi hàng năm sự kiện này được ghi nhớ vào một ngày truyền thống vào tháng Tám.
Và một lần nữa nhà vua lại hào phóng với phần thưởng của mình. Sau chiến thắng này, Giovanni Leonardo di Bona, được Vua Don Sebastian gọi là hiệp sĩ lang thang (Il Cavaliere errante), rời Bồ Đào Nha để trở về Ý và định cư ở Naples, nơi ông trở thành cao thủ cho Hoàng tử Bisignano.